# District Prochladnenski
District Prochladnenski (Russisch: Прохла́дненский райо́н) is een district in het noordoosten van de Russische autonome republiek Kabardië-Balkarië. Het district heeft een oppervlakte van 1.342 vierkante kilometer en een inwonertal van 45.533 in 2010. Het administratieve centrum bevindt zich in Prochladny.
Bestuurlijk centrum: Naltsjik

Steden: Baksan · Majski · Nartkala · Prochladny · Terek · Tsjegem · Tyrnyaoez

Districten: Baksanski · Elbroesski · Leskenski · Majski · Oervanski · Prochladnenski · Terski · Tsjegemski · Tsjerekski · Zolski